# Percnobracon witru
Percnobracon witru är en stekelart som beskrevs av Martinez 2006. Percnobracon witru ingår i släktet Percnobracon och familjen bracksteklar. Inga underarter finns listade i Catalogue of Life.